# Акоста, Осмай
Осма́й Ако́ста Ме́ндес Дуа́рте (исп. Osmay Acosta Méndez Duarte; род. 3 апреля 1985, Гавана) — кубинский боксёр, представитель тяжёлой весовой категории. Выступал за сборную Кубы по боксу на всём протяжении 2000-х годов, бронзовый призёр летних Олимпийских игр в Пекине, серебряный призёр чемпионата мира, чемпион Панамериканских игр, чемпион Игр Центральной Америки и Карибского бассейна, обладатель Кубка мира, победитель многих турниров национального и международного значения.

## Биография
Осмай Акоста родился 3 апреля 1985 года в Гаване.
Впервые заявил о себе в 2001 году, когда одержал победу на чемпионате Кубы среди юниоров и выиграл золотую медаль на юниорском чемпионате мира в Азербайджане. Год спустя на домашнем мировом первенстве среди юниоров в Сантьяго-де-Куба вновь был лучшим. В 2003 году боксировал на взрослом чемпионате Кубы, но уже на предварительном этапе полутяжёлого веса был остановлен Юниером Дортикосом.
На чемпионате Кубы 2006 года выступал в супертяжёлой весовой категории, добрался до стадии полуфиналов, где проиграл Одланьеру Солису. После этого поражения решил спуститься обратно в категорию до 91 кг, в частности в первом тяжёлом весе одержал победу на Играх Центральной Америки и Карибского бассейна в Картахене. Состоял в кубинской сборной, победившей на командном Кубке мира в Баку.
В 2007 году Акоста наконец стал чемпионом Кубы, победив в финале Майка Переса, и занял первое место на Панамериканских играх в Рио-де-Жанейро. Мог также выступить на чемпионате мира в Чикаго, но по политическим соображениям Куба отказалась посылать своих боксёров на этот турнир.
На первой американской олимпийской квалификации в Тринидаде и Тобаго одолел всех своих оппонентов в тяжёлой весовой категории, в том числе в финале взял верх над американцем Деонтеем Уайлдером, и удостоился права защищать честь страны на летних Олимпийских играх 2008 года в Пекине. На Играх в стартовом поединке благополучно прошёл нигерийца Оланреваджу Дуродолу, затем в четвертьфинале перебоксировал грека Элиаса Павлидиса. В полуфинальном бою вышел на ринг против россиянина Рахима Чахкиева и уступил ему со счётом 5:10, получив таким образом бронзовую олимпийскую медаль. Помимо этого, добавил в послужной список золотую медаль, полученную на Кубке мира в Москве — его соперник в финале, будущий олимпийский чемпион Александр Усик, не вышел на бой из-за травмы руки.
После пекинской Олимпиады Осмай Акоста остался в основном составе боксёрской команды Кубы и продолжил принимать участие в крупнейших международных турнирах. Так, в 2009 году он побывал на мировом первенстве в Милане, откуда привёз награду серебряного достоинства — в полуфинале победил француза Джона М’Бумбу, но в финальном решающем поединке был побеждён российским боксёром Егором Мехонцевым.
В 2010 году в очередной раз одержал победу на чемпионате Кубы, взял бронзу на международном турнире «Странджа» в Болгарии, уступив в полуфинале представителю России Сергею Калчугину, занял третье место на домашнем международном турнире «Кордова Кардин», где потерпел поражение от соотечественника Эрисланди Савона. Вскоре по окончании этих соревнований принял решение завершить спортивную карьеру.